# Айпигал
Айпигал — река в России, протекает в Ханты-Мансийском автономном округе. Устье реки находится в 120 км по левому берегу от устья реки Большой Мёгтыгъёган. Длина реки составляет 23 км. Имеет правый приток — реку Горелая.

## Данные водного реестра
По данным государственного водного реестра России относится к Верхнеобскому бассейновому округу, водохозяйственный участок реки — Вах, речной подбассейн реки — бассейны притоков (Верхней) Оби от Васюгана до Ваха. Речной бассейн реки — (Верхняя) Обь до впадения Иртыша.